# Nekrolog 2. Quartal 1922
Nekrolog
◄◄
| ◄
| 1918
| 1919
| 1920
| 1921
| 1922 | 1923 | 1924 | 1925 | 1926 | ► | ►►
1. Quartal |
2. Quartal |
3. Quartal |
4. Quartal 1922
Weitere Ereignisse | Allgemeiner Nekrolog 1922
Die Beschreibung der verstorbenen Person sollte so kurz wie möglich gehalten sein und nur deren signifikante Tätigkeit(en) enthalten.
Neue Namen ggf. auch unter dem Geburts- und Sterbedatum, also etwa unter 1. Januar und im Geburts- und Sterbejahr (2024) eintragen (nur bei entsprechender großer Wichtigkeit). Für Beispiele siehe die schon vorhandenen Artikel.
Außerdem über die fünf zuletzt Verstorbenen, zu denen es einen ausreichend guten Artikel für eine Präsentation auf der Hauptseite gibt, nach der todesbedingten Überarbeitung der Artikel ggf. auch unter Wikipedia Diskussion:Hauptseite informieren und sie am besten auch in den anderen Wikipedia-Sprachversionen eintragen. Tipp: Regelmäßig bei news.google.de nach „ist tot“, „gestorben“ oder „verstorben“ suchen.
Wenn eine Person gestorben ist, gibt es viele Seiten zu dieser Person in der Wikipedia, die davon auch betroffen sind und entsprechend aktualisiert werden müssen. Beispiele: Namenübersichtsseite, Geburtsjahr, Geburtsort-Seiten und viele mehr.
Wie finde ich die betroffenen Seiten?
Im Suchfeld auf der linken Seite gibt man den Suchbegriff so ein: „Vorname Nachname“. Dann klickt man auf Volltext und alle Seiten mit entsprechendem Suchtext werden aufgerufen. Hier sieht man dann schnell, wo auch das Todesjahr Sinn macht oder sogar ein Teil des Artikels angepasst werden muss. Auch hilft das „Werkzeug“ auf der linken Seite sehr gut, um solche Seiten aufzufinden: „Links auf diese Seite“. Somit ist die Wikipedia wieder aktuell in allen Bereichen! Hinweis: bei Eintragung der Kategorie „Gestorben JAHR“ wird der Missbrauchsfilter 49 ausgelöst, was jedoch nicht schlimm ist. Siehe: Spezial:Missbrauchsfilter/49
Dies ist eine Liste von im zweiten Quartal 1922 verstorbenen bekannten Persönlichkeiten. Die Einträge erfolgen innerhalb der einzelnen Daten alphabetisch sortiert. Tiere sind im Nekrolog für Tiere zu finden.

## April
| Tag       | Name                             | Beruf, bekannt als | Alter | Beleg |
| --------- | -------------------------------- | --- | ----- | ----- |
| 1. April  | Karl I.                          | letzter Kaiser von Österreich und König von Ungarn                                                                                                 | 34    |       |
| 1. April  | Henri-Paul Motte                 | französischer Historienmaler | 75    |       |
| 1. April  | Jean Noté                        | belgischer Opernsänger (Bariton) | 63    |       |
| 1. April  | Gustav von Vaerst                | deutscher Veterinärmediziner | 63    |       |
| 1. April  | Leopold Weininger                | österreichischer Goldschmied, Vater des Philosophen Otto Weininger                                                                                 |       |       |
| 2. April  | Friedrich Gelbcke                | deutsch-russischer Pädagoge | 80    |       |
| 2. April  | Hermann Rorschach                | Schweizer Psychiater und Psychoanalytiker | 37    |       |
| 3. April  | Robert von Haug                  | deutscher Maler, Illustrator und Lithograph | 64    |       |
| 3. April  | Carl Plessing                    | deutscher Staatssekretär | 61    |       |
| 4. April  | Michael Hofer                    | Schweizer Politiker | 70    |       |
| 4. April  | Sergei Nikolajewitsch Swerbejew  | russischer Diplomat | 64    |       |
| 5. April  | Ramabai Dongre Medhavi           | indische Christin, soziale Reformerin und Aktivistin                                                                                               | 63    |       |
| 5. April  | Franz Hagenhofer                 | österreichischer Landwirt und Politiker (CS), Landtagsabgeordneter, Abgeordneter zum Nationalrat                                                   | 66    |       |
| 5. April  | Charles Woeste                   | belgischer, katholischer Politiker | 85    |       |
| 6. April  | Sara Stracké-van Bosse           | niederländische Malerin und Bildhauerin | 85    |       |
| 7. April  | Albert Venn Dicey                | englischer Jurist, Verfassungsrechtler | 87    |       |
| 7. April  | Martin Funk                      | deutscher Jurist und Heimathistoriker | 86    |       |
| 7. April  | Eduard Palla                     | österreichischer Botaniker | 57    |       |
| 8. April  | Erich von Falkenhayn             | preußischer General der Infanterie, Militärpolitiker und im Ersten Weltkrieg, Chef des Großen Generalstabs                                         | 60    |       |
| 8. April  | Otto Nollau                      | deutscher Jurist und Politiker | 59    |       |
| 8. April  | Franziskus Strunk                | deutscher Kapuziner und Zisterzienser, Abt des Klosters Oelenberg                                                                                  | 78    |       |
| 9. April  | Hans Fruhstorfer                 | deutscher Entomologe | 56    |       |
| 9. April  | Patrick Manson                   | schottischer Tropenmediziner und Parasitologe | 77    |       |
| 9. April  | Traugott Sandmeyer               | Schweizer Chemiker | 67    |       |
| 10. April | Irving W. Drew                   | US-amerikanischer Politiker | 77    |       |
| 10. April | Hermann Findel                   | deutscher Kaufmann, Senator und Politiker (NLP), MdR                                                                                               | 78    |       |
| 10. April | Severin Kalcher                  | österreichischer Abt | 67    |       |
| 10. April | Alexander McDonald               | australischer Politiker | 73    |       |
| 10. April | Everett J. Murphy                | US-amerikanischer Politiker | 69    |       |
| 10. April | Theodor Schwartz                 | deutscher Gewerkschafter und Politiker (SPD), MdR                                                                                                  | 80    |       |
| 11. April | Wilhelm Bachofen                 | Basler Ingenieur, Bauunternehmer und Grossrat | 80    |       |
| 11. April | Paul Bonnefon                    | französischer Bibliothekar, Romanist und Historiker                                                                                                | 60    |       |
| 11. April | Ferdinand Orth                   | deutscher Althistoriker und Gymnasiallehrer | 65    |       |
| 12. April | Ludwig Brückner                  | deutscher Mediziner | 78    |       |
| 12. April | Fritz Hoffmeyer                  | deutscher Landwirt und Politiker | 62    |       |
| 12. April | František Ondříček               | tschechischer Geiger und Komponist | 64    |       |
| 12. April | George Henry Wilson              | US-amerikanischer Zahnarzt und Hochschullehrer | 67    |       |
| 13. April | Samuel M. Brinson                | US-amerikanischer Politiker | 52    |       |
| 13. April | Leonte Filipescu                 | rumänischer Arbeiterführer | 26    |       |
| 13. April | Ross Macpherson Smith            | australischer Militärpilot im Ersten Weltkrieg | 29    |       |
| 14. April | Georg von Klitzing               | deutscher Gutsbesitzer, Jurist und Politiker | 74    |       |
| 14. April | Rose Summerfield                 | australische Frauenrechtlerin, Gewerkschafterin und Arbeiterführerin                                                                               | 57    |       |
| 15. April | Hermann Heineke                  | deutscher Chirurg und Hochschullehrer in Leipzig                                                                                                   | 48    |       |
| 16. April | Karl Boysen                      | deutscher Bibliothekar und Klassischer Philologe                                                                                                   | 70    |       |
| 16. April | Carl Vinnen                      | deutscher Kunstmaler | 58    |       |
| 17. April | Cemal Azmi                       | Massenmörder im Völkermord an den Armeniern |       |       |
| 17. April | Bahattin Şakir                   | osmanischer Arzt und Politiker |       |       |
| 17. April | Samuel Johnson Pugh              | US-amerikanischer Politiker | 72    |       |
| 18. April | Adolf Becker                     | deutscher Verwaltungsjurist, Bürgermeister von Rostock                                                                                             | 73    |       |
| 18. April | Franz Joseph Engel               | deutscher Altphilologe und Gymnasiallehrer | 54    |       |
| 18. April | Joseph Hallbauer                 | deutscher Ingenieur, Eisenhüttenmann und Unternehmer                                                                                               | 79    |       |
| 18. April | Daniel F. Lafean                 | US-amerikanischer Politiker | 61    |       |
| 18. April | Grete Meisel-Heß                 | österreichisch-deutsche Schriftstellerin | 43    |       |
| 18. April | Karl von Scharfenberg            | Gutsbesitzer, Mitglied des Provinziallandtages der Provinz Hessen-Nassau                                                                           | 72    |       |
| 18. April | Orazio Tedone                    | italienischer Mathematiker | 51    |       |
| 19. April | Otto Hue                         | deutscher Gewerkschafter und Politiker (SPD), MdR                                                                                                  | 53    |       |
| 19. April | Otto Kronauer                    | Schweizer Jurist und Bundesanwalt | 71    |       |
| 19. April | Marjorie Pickthall               | englisch-kanadische Schriftstellerin | 39    |       |
| 19. April | Theodor von Scheve               | deutscher Schachspieler | 70    |       |
| 19. April | Stephenson Percy Smith           | neuseeländischer Landvermesser, Autor und Ethnologe                                                                                                | 81    |       |
| 19. April | Arthur Stille                    | schwedischer Historiker | 58    |       |
| 19. April | Ernst Symons                     | deutscher Gymnasiallehrer | 77    |       |
| 20. April | August Bostetter                 | deutscher Arzt und Politiker, MdR | 71    |       |
| 20. April | Christiaan Benjamin Nieuwenhuis  | niederländischer Fotograf | 58    |       |
| 21. April | Louis Duchesne                   | französischer Kirchenhistoriker | 78    |       |
| 21. April | Alfred Kempe                     | britischer Mathematiker | 72    |       |
| 21. April | Alessandro Moreschi              | päpstlicher Sänger der Sixtinischen Kapelle, einer der letzten Kastratensänger und zugleich der einzige, von dem heute noch Tonaufnahmen vorliegen | 63    |       |
| 21. April | Maximilian Nößler                | deutscher Kaufmann und Konsul für Japan | 61    |       |
| 22. April | Alfred Haensel                   | deutscher evangelischer Geistlicher | 53    |       |
| 22. April | Marie von Schwarzburg-Rudolstadt | Prinzessin von Schwarzburg-Rudolstadt; Großherzogin von Mecklenburg [-Schwerin]                                                                    | 72    |       |
| 22. April | Henry Uihlein                    | Mitbesitzer und Vorstand der Joseph Schlitz Brewing Company                                                                                        | 77    |       |
| 22. April | Paul Willführ                    | deutscher Leichtathlet | 36    |       |
| 22. April | Yusuf Izzet Pascha               | tscherkessischer Offizier |       |       |
| 23. April | Abraham Adler                    | deutscher Volkswirt | 71    |       |
| 23. April | Vlaho Bukovac                    | kroatischer Maler, Vertreter des kroatischen Jugendstils                                                                                           | 66    |       |
| 23. April | Hilde Exner                      | österreichische Grafikerin, Bildhauerin und Keramikerin                                                                                            | 42    |       |
| 23. April | Leopold Mountbatten              | Mitglied der britischen Königsfamilie und des Hauses Battenberg, einer Nebenlinie des hessischen Herrscherhauses                                   | 32    |       |
| 23. April | Adolf Stubenrauch                | deutscher Archäologe und Restaurator | 66    |       |
| 24. April | Richard Batka                    | österreichischer Musikwissenschaftler, Musikkritiker und Librettist                                                                                | 53    |       |
| 24. April | Charles B. Landis                | US-amerikanischer Politiker | 63    |       |
| 24. April | Franziska Riotte                 | deutsche Kunstmalerin und Schriftstellerin | 76    |       |
| 24. April | Friedrich Otto Schack            | deutscher reformierter Theologe und Superintendent                                                                                                 | 81    |       |
| 25. April | Friedrich Gerhardt               | deutscher Orgelbauer | 95    |       |
| 25. April | Henning Hammarlund               | schwedischer Uhrmacher und Fabrikant | 64    |       |
| 25. April | Julius Heinrich Zimmermann       | deutscher Musikinstrumentenhersteller und Politiker (NLP), MdR                                                                                     | 70    |       |
| 26. April | Rudolf Jung                      | deutscher Archivar und Historiker | 63    |       |
| 26. April | Hans Sommer                      | deutscher Komponist und Mathematiker | 84    |       |
| 27. April | Hans Mohwinkel                   | deutscher Opernsänger (Bariton) und Gesangspädagoge                                                                                                | 59    |       |
| 27. April | William Henry Harrison Stowell   | US-amerikanischer Politiker | 81    |       |
| 28. April | Joseph Aumer                     | deutscher Orientalist und Bibliothekar | 87    |       |
| 28. April | Paul Deschanel                   | französischer Politiker und Staatspräsident der Dritten Republik                                                                                   | 67    |       |
| 29. April | Karl von Rambaldi                | deutscher Geschichtsforscher und Schriftsteller | 79    |       |
| 29. April | Kyrylo Stezenko                  | ukrainischer Chorleiter, Komponist, Dirigent, Musikpädagoge und Priester                                                                           | 39    |       |
| 30. April | August Hirsch                    | deutscher Bauingenieur, Hafenbaumeister und Hochschullehrer an der RWTH Aachen                                                                     | 70    |       |
| 30. April | Ilse Jonas                       | deutsche Malerin | 37    |       |
|           | Alexander Rechnitzer             | österreich-ungarischer Erfinder auf dem Gebiet der Rechenmaschinen                                                                                 |       |       |
|           | Hermann Seldeneck                | deutscher Schauspieler | 57    |       |

## Mai
| Tag     | Name                                             | Beruf, bekannt als                                                                                            | Alter | Beleg |
| ------- | ------------------------------------------------ | --- | ----- | ----- |
| 1. Mai  | Olga Gebauer                                     | deutsche Frauenrechtlerin und Hebamme                                                                         | 64    |       |
| 1. Mai  | Konrad Hanf                                      | deutscher Verleger                                                                                            | 47    |       |
| 1. Mai  | Fernando Saavedra                                | Priester im Orden der Passionisten und Schachspieler                                                          | 74    |       |
| 2. Mai  | Eugen Ehrlich                                    | österreichischer Rechtssoziologe                                                                              | 59    |       |
| 2. Mai  | Anton Matthias Schön                             | deutscher Unternehmer, Spekulant, Großgrundbesitzer und Politiker, MdR                                        | 84    |       |
| 3. Mai  | Marie-Hortense Fiquet                            | französisches Malermodell, Ehefrau und Modell von Paul Cézanne                                                | 72    |       |
| 3. Mai  | Viktor Kingissepp                                | estnischer KP-Führer                                                                                          | 34    |       |
| 3. Mai  | Alice von Rothschild                             | deutsche Botanikerin und Gartenbauerin                                                                        | 75    |       |
| 4. Mai  | George Simonds Boulger                           | britischer Botaniker                                                                                          |       |       |
| 4. Mai  | Asle Gronna                                      | US-amerikanischer Politiker                                                                                   | 63    |       |
| 4. Mai  | Simon Heller                                     | österreichischer Blindenpädagoge                                                                              | 78    |       |
| 4. Mai  | Josef Poestion                                   | österreichischer Skandinavist                                                                                 | 68    |       |
| 4. Mai  | Adrien Thélin                                    | Schweizer Politiker (FDP)                                                                                     | 79    |       |
| 4. Mai  | Anna Maria Wehinger                              | deutsche Kochlehrerin und Verfasserin des Dornbirner Kochbuchs                                                | 68    |       |
| 5. Mai  | Heinrich Dahlström                               | deutscher Versicherungsmakler                                                                                 | 82    |       |
| 5. Mai  | Curt Dietzschold                                 | deutscher Ingenieur, Uhrmacher und Fachlehrer                                                                 | 70    |       |
| 5. Mai  | Josua von Gietl                                  | deutscher Landschafts- und Genremaler                                                                         | 74    |       |
| 5. Mai  | Carl Sophus Lumholtz                             | norwegischer Naturforscher und Ethnologe                                                                      | 71    |       |
| 6. Mai  | Henry Pomeroy Davison                            | amerikanischer Bankier, Philanthrop und Gründungsvater der Liga der Rotkreuz-Gesellschaften                   | 54    |       |
| 6. Mai  | Diego Dublé Almeida                              | chilenischer General und Politiker                                                                            |       |       |
| 6. Mai  | Adolf Ritter von Liebenberg                      | österreichischer Pflanzenbauwissenschaftler                                                                   | 70    |       |
| 6. Mai  | Marie von Sachsen-Weimar-Eisenach                | Prinzessin Reuß zu Köstritz                                                                                   | 73    |       |
| 6. Mai  | Friedrich Soetbeer                               | deutscher Politiker                                                                                           | 57    |       |
| 7. Mai  | Warwara Chanenko                                 | ukrainische Kunstsammlerin und Philanthropin                                                                  | 69    |       |
| 7. Mai  | Max Wagenknecht                                  | deutscher Komponist                                                                                           | 64    |       |
| 8. Mai  | Otto Hieronimus                                  | deutsch-österreichischer Automobilkonstrukteur und -rennfahrer                                                | 42    |       |
| 8. Mai  | Kurt Alwin Lade                                  | deutscher Kommunalpolitiker; Oberbürgermeister von Gera                                                       | 79    |       |
| 8. Mai  | Karl August Reiser                               | deutscher Lehrer, Geologe und Heimatforscher                                                                  | 69    |       |
| 8. Mai  | Vincent Terranova                                | Mafioso in New York City                                                                                      |       |       |
| 8. Mai  | Otto Ubbelohde                                   | deutscher Maler, Radierer und Illustrator                                                                     | 55    |       |
| 8. Mai  | Hans Wendt                                       | deutscher Schriftsteller                                                                                      | 43    |       |
| 9. Mai  | Ellen Diedrich                                   | dänische Schauspielerin                                                                                       | 44    |       |
| 9. Mai  | Orest Lewyzkyj                                   | ukrainischer Historiker, Ethnologe und Schriftsteller                                                         | 73    |       |
| 9. Mai  | Josef Moritz                                     | deutscher Politiker (Zentrum)Landwirt, Bürgermeister und MdR                                                  | 76    |       |
| 9. Mai  | Norman Adolphus Mozley                           | US-amerikanischer Politiker                                                                                   | 56    |       |
| 9. Mai  | Hermann Renzel                                   | deutscher Benediktinerabt                                                                                     | 76    |       |
| 9. Mai  | Ludwig Wessel                                    | evangelischer Pfarrer und Vater des SA-Sturmführers Horst Wessel                                              | 42    |       |
| 10. Mai | Ada von Gersdorff                                | deutsche Schriftstellerin                                                                                     | 67    |       |
| 10. Mai | Rudolf von Groote                                | deutscher Politiker und Oberpräsident der Rheinprovinz                                                        | 63    |       |
| 10. Mai | Ludwig Häpke                                     | deutscher Lehrer und Naturwissenschaftler                                                                     | 87    |       |
| 10. Mai | Peter Ernst Möller                               | deutscher Politiker (SPD), MdL (Königreich Sachsen)                                                           | 52    |       |
| 10. Mai | James A. Wendell                                 | US-amerikanischer Politiker                                                                                   | 53    |       |
| 11. Mai | Allen M. Fletcher                                | US-amerikanischer Politiker                                                                                   | 68    |       |
| 11. Mai | Philipp Kühner                                   | deutscher Verleger und Politiker (DDP)                                                                        | 63    |       |
| 11. Mai | Carl von Wichmann                                | preußischer Generalleutnant                                                                                   | 62    |       |
| 12. Mai | Hugo Conwentz                                    | deutscher Botaniker und Naturschützer                                                                         | 67    |       |
| 12. Mai | John Martin Poyer                                | US-amerikanischer Marineoffizier                                                                              |       |       |
| 12. Mai | John Q. Ross                                     | US-amerikanischer Politiker                                                                                   | 48    |       |
| 12. Mai | Arnold Wever                                     | deutscher Bankier, Vorstandsvorsitzender der Deutsche Ansiedlungsbank AG, Initiator des Steglitzer Stadtparks | 72    |       |
| 13. Mai | Friedrich Boettcher                              | deutscher nationalliberaler Journalist und Politiker, MdR                                                     | 80    |       |
| 13. Mai | Karl Dauber                                      | deutscher Gymnasiallehrer und Schuldirektor                                                                   | 80    |       |
| 14. Mai | Mary Victoria Hamilton                           | Prinzessin von Monaco                                                                                         | 71    |       |
| 14. Mai | Rudolf Hammerschmidt                             | Geheimer Kommerzienrat, Fabrikant und Kunstsammler                                                            | 68    |       |
| 14. Mai | Alwin Voigt                                      | deutscher Lehrer und Ornithologe                                                                              | 69    |       |
| 14. Mai | Friedrich Walser                                 | Schweizer Architekt                                                                                           | 81    |       |
| 15. Mai | Sándor Erdély                                    | ungarischer Politiker, Jurist und Justizminister                                                              | 82    |       |
| 15. Mai | Josef Gold                                       | österreichischer Maler und Restaurator in der Zeit des späten Biedermeiers und Historismus                    | 82    |       |
| 15. Mai | August Hoffmann von Vestenhof                    | österreichischer Kunstmaler, Illustrator, Bildhauer und Schriftsteller wohnhaft in München                    | 73    |       |
| 15. Mai | Leslie Ward                                      | britischer Karikaturist und Maler                                                                             | 70    |       |
| 15. Mai | Albert Graf von Zieten-Schwerin                  | preußischer Gutsbesitzer und Politiker                                                                        | 86    |       |
| 16. Mai | Ernst Bischoff                                   | deutscher Klassischer Philologe und Gymnasiallehrer                                                           | 64    |       |
| 16. Mai | Johanna Buska                                    | deutsche Schauspielerin und Opernsängerin                                                                     |       |       |
| 16. Mai | Franz Heinzl                                     | österreichischer Fußball-Nationalspieler                                                                      |       |       |
| 16. Mai | Josef Jaud                                       | deutscher Politiker (BVP), MdR                                                                                | 43    |       |
| 16. Mai | Wilhelm von Leube                                | deutscher Pathologe, Internist und Neurologe                                                                  | 79    |       |
| 16. Mai | Rudolf Montecuccoli                              | österreichisch-ungarischer Admiral und Flottenkommandant                                                      | 79    |       |
| 17. Mai | Georg von Hauberrisser                           | deutsch-österreichischer Architekt                                                                            | 81    |       |
| 17. Mai | Magnus Niedermair                                | katholischer Priester, Domkapitular, Domdekan                                                                 | 72    |       |
| 17. Mai | Fritz Wolf                                       | deutscher Arzt, hessischer Politiker, Abgeordneter                                                            | 69    |       |
| 18. Mai | Alphonse Laveran                                 | französischer Mediziner und Nobelpreisträger                                                                  | 76    |       |
| 18. Mai | Hermann Prell                                    | deutscher Bildhauer und Maler                                                                                 | 68    |       |
| 19. Mai | Heinrich Irenaeus Quincke                        | deutscher Internist und Hochschullehrer                                                                       | 79    |       |
| 20. Mai | Auguste Houzeau de Lehaie                        | belgischer Geologe                                                                                            | 89    |       |
| 20. Mai | Warner Poelchau                                  | deutscher Kaufmann und Politiker, MdHB                                                                        | 70    |       |
| 20. Mai | Charles C. Reid                                  | US-amerikanischer Politiker                                                                                   | 53    |       |
| 20. Mai | Jan Rinke                                        | niederländischer Maler, Zeichner und Lithograf                                                                | 59    |       |
| 20. Mai | Friedrich Wilhelm Richard Rödiger von Manteuffel | preußischer Offizier, zuletzt Oberst                                                                          | 67    |       |
| 21. Mai | Henry-Claudius Forestier                         | Schweizer Maler und Plakatkünstler                                                                            | 48    |       |
| 21. Mai | Michael Mayr                                     | österreichischer Historiker und Politiker (CSP), Abgeordneter zum Nationalrat                                 | 58    |       |
| 22. Mai | Karl Adolf Bachofen von Echt                     | österreichischer Brauereiunternehmer                                                                          | 92    |       |
| 22. Mai | Karl August Baumeister                           | deutscher Pädagoge                                                                                            | 92    |       |
| 22. Mai | Eduard Fiechtner                                 | Schultheiß und Ehrenbürger                                                                                    | 79    |       |
| 23. Mai | Oskar Dinkler                                    | deutscher Apotheker, Chemiker                                                                                 | 60    |       |
| 23. Mai | Johann Krenn                                     | österreichischer Politiker                                                                                    | 61    |       |
| 24. Mai | Hans Lutsch                                      | deutscher Baubeamter und Denkmalpfleger                                                                       | 68    |       |
| 24. Mai | Karl Schäfer                                     | deutscher Orgelbauer                                                                                          | 83    |       |
| 25. Mai | Konrad Krzyżanowski                              | polnischer Maler des frühen Expressionismus                                                                   | 50    |       |
| 25. Mai | Josef Nacken                                     | deutscher Politiker (Zentrum), MdR                                                                            | 61    |       |
| 25. Mai | Roy Redgrave                                     | englischer Bühnen- und Stummfilmschauspieler                                                                  | 49    |       |
| 26. Mai | Ernest Solvay                                    | belgischer Chemiker und Amateurforscher                                                                       | 84    |       |
| 26. Mai | Gerhard Tepe                                     | deutscher Priester                                                                                            | 58    |       |
| 27. Mai | Heinrich Antoine-Feill                           | deutscher Rechtsanwalt; Uhrensammler und Mäzen in Hamburg                                                     | 67    |       |
| 27. Mai | Adalbert von Francken-Sierstorpff                | preußisch-deutscher Großgrundbesitzer, Geschäftsmann, Philanthrop und Sportfunktionär                         | 65    |       |
| 27. Mai | Jakob Ragaz                                      | Schweizer Architekt                                                                                           | 75    |       |
| 27. Mai | August Wolfstieg                                 | deutscher Bibliotheksdirektor des preußischen Abgeordnetenhauses in Berlin und freimaurerischer Forscher      | 62    |       |
| 28. Mai | Giovanni Capellini                               | italienischer Geologe und Paläontologe                                                                        | 88    |       |
| 28. Mai | John Munroe Longyear                             | amerikanischer Holzbauunternehmer                                                                             | 72    |       |
| 28. Mai | Carl Teike                                       | deutscher Militärmusiker und Komponist                                                                        | 58    |       |
| 28. Mai | Emilio Zanini                                    | Schweizer Lehrer und Schriftsteller                                                                           | 55    |       |
| 29. Mai | Albert Erbe                                      | deutscher Architekt, Stadtplaner und Baubeamter                                                               | 53    |       |
| 29. Mai | Jewgeni Bagrationowitsch Wachtangow              | russischer Schauspieler und Theaterregisseur                                                                  | 39    |       |
| 31. Mai | Joseph McGuinness                                | irischer Politiker                                                                                            | 47    |       |

## Juni
| Tag      | Name                                  | Beruf, bekannt als | Alter | Beleg |
| -------- | ------------------------------------- | --- | ----- | ----- |
| 1. Juni  | Josef Drexler                         | österreichischer Architekt                                                                                                 | 72    |       |
| 1. Juni  | Charles Henry Land                    | US-amerikanischer Zahnarzt und Erfinder der Jacketkrone                                                                    | 74    |       |
| 1. Juni  | Samuel E. Pingree                     | US-amerikanischer Politiker und Gouverneur des Bundesstaates Vermont (1884–1886)                                           | 89    |       |
| 01. Juni | Émile Vercruysse                      | französischer Turner | 35    |       |
| 2. Juni  | William Carruthers                    | englischer Botaniker | 92    |       |
| 2. Juni  | Denis Horgan                          | irischer Kugelstoßer | 51    |       |
| 2. Juni  | Aage von Kauffmann                    | dänischer Architekt | 69    |       |
| 2. Juni  | Josef Václav Myslbek                  | tschechischer Bildhauer | 73    |       |
| 2. Juni  | William P. Pollock                    | US-amerikanischer Politiker                                                                                                | 51    |       |
| 2. Juni  | Max Roesler                           | deutscher Unternehmer | 81    |       |
| 2. Juni  | Rudolf Sanzin                         | österreichischer Ingenieur und Lokomotiv-Konstrukteur                                                                      | 47    |       |
| 3. Juni  | Georg Drah                            | österreichischer Landschaftsmaler und Freskant                                                                             | 54    |       |
| 3. Juni  | Wassili Nikolajewitsch Tschekrygin    | russischer Maler | 25    |       |
| 3. Juni  | Duiliu Zamfirescu                     | rumänischer Politiker, Jurist und Schriftsteller                                                                           | 63    |       |
| 4. Juni  | Hermann Diels                         | deutscher Klassischer Philologe, Religionswissenschaftler, Philosophiehistoriker und Technikhistoriker                     | 74    |       |
| 4. Juni  | William Halse Rivers Rivers           | britischer Anthropologe, Ethnologe, Neurologe und Psychiater                                                               | 58    |       |
| 5. Juni  | George Carmack                        | US-amerikanischer Goldsucher                                                                                               | 61    |       |
| 5. Juni  | Lillian Russell                       | US-amerikanische Schauspielerin und Operettensängerin (Sopran)                                                             | 60    |       |
| 5. Juni  | Richard Moritz Wahl                   | deutscher Jurist und sächsischer Staatsbeamter                                                                             | 75    |       |
| 6. Juni  | Richard A. Ballinger                  | US-amerikanischer Politiker                                                                                                | 63    |       |
| 6. Juni  | Hans Folnesics                        | österreichischer Kunsthistoriker                                                                                           | 35    |       |
| 6. Juni  | Alfred Gülcher                        | deutscher Verwaltungsbeamter und Landrat                                                                                   | 72    |       |
| 6. Juni  | Christoph Ruths                       | deutscher Schriftsteller, Psychologe und Astronom                                                                          | 70    |       |
| 7. Juni  | Anna Beyer                            | deutsche Malerin | 55    |       |
| 7. Juni  | Friedrich Adolf Döhner                | deutscher Kaufmann und Politiker, MdHB                                                                                     | 74    |       |
| 9. Juni  | Albert Baertsoen                      | belgischer Impressionist                                                                                                   | 56    |       |
| 9. Juni  | Hugo Brunner                          | deutscher Bibliothekar und Historiker                                                                                      | 68    |       |
| 9. Juni  | Rudolph Eberstadt                     | deutscher Volkswirtschaftler und Stadtplaner                                                                               | 65    |       |
| 9. Juni  | Charles Lyttelton, 8. Viscount Cobham | britischer Peer und, Mitglied des House of Commons (Liberal Party)                                                         | 79    |       |
| 11. Juni | Florian Kratschmer von Forstburg      | österreichischer Hygieniker                                                                                                | 79    |       |
| 12. Juni | Wolfgang Kapp                         | deutscher Politiker (DVP), MdR und Generallandschaftsdirektor in Königsberg (Preußen)                                      | 63    |       |
| 12. Juni | Miyazaki Tōten                        | japanischer Panasianist, Philosoph, Freund des chinesischen Reformers Sun Yat-sen                                          | 51    |       |
| 12. Juni | Anton Pardatscher                     | österreichischer Architekt                                                                                                 |       |       |
| 13. Juni | Gaston Carlin                         | Schweizer Diplomat | 62    |       |
| 13. Juni | Philipp Michel                        | Königlicher Hofrat und Oberbürgermeister der Stadt Würzburg (1900–1913)                                                    | 77    |       |
| 14. Juni | Mussij Kononenko                      | ukrainischer Dichter, Prosaist und Dramatiker, aktiver Führer der genossenschaftlichen Bewegung und der Taras-Bruderschaft | 57    |       |
| 14. Juni | Adolf Opderbecke                      | deutscher Architekt, Gewerbelehrer und Fachbuchautor                                                                       | 65    |       |
| 14. Juni | Gustav Schreiner                      | österreichischer Politiker (DnP), Abgeordneter zum Nationalrat                                                             | 75    |       |
| 15. Juni | Salvatore Balsamo                     | italienischer Maler | 27    |       |
| 15. Juni | Hans Battermann                       | deutscher Astronom | 61    |       |
| 15. Juni | Joachim Eckmann                       | deutscher Volksschulrektor und Schriftleiter                                                                               | 72    |       |
| 15. Juni | Julius Kaspar                         | deutscher Maler und Grafiker                                                                                               | 33    |       |
| 15. Juni | Edmund Weil                           | deutschböhmisch-österreichischer Bakteriologe                                                                              | 43    |       |
| 15. Juni | Max Wingenroth                        | deutscher Kunsthistoriker                                                                                                  | 50    |       |
| 16. Juni | Karl Blasel                           | österreichischer Schauspieler und Theaterdirektor                                                                          | 90    |       |
| 16. Juni | Emil Demmler                          | deutscher evangelischer Geistlicher                                                                                        | 78    |       |
| 16. Juni | Emil Sioli                            | deutscher Psychiater und Direktor der ehemaligen Frankfurter „Anstalt für Irre und Epileptiker“                            | 69    |       |
| 16. Juni | Jacob Walter                          | Landwirt und Abgeordneter                                                                                                  | 67    |       |
| 16. Juni | Joseph Willebrand                     | Mitglied des preußischen Abgeordnetenhaus (Zentrumspartei)                                                                 | 93    |       |
| 17. Juni | Hermann Jordan                        | deutscher evangelischer Geistlicher und Hochschullehrer                                                                    | 43    |       |
| 17. Juni | Otto Lehmann                          | deutscher Physiker und „Vater“ der Flüssigkristall-Forschung                                                               | 67    |       |
| 17. Juni | Albert Schädler                       | Liechtensteiner Arzt in Vaduz und Bad Ragaz sowie Landtagspräsident von Liechtenstein                                      | 73    |       |
| 18. Juni | Jacobus C. Kapteyn                    | niederländischer Astronom                                                                                                  | 71    |       |
| 18. Juni | Max Rose                              | deutscher Architekt | 59    |       |
| 19. Juni | Fritz Arnheim                         | deutscher Historiker | 56    |       |
| 19. Juni | Hitachiyama Taniemon                  | japanischer Sumōringer und 19. Yokozuna                                                                                    | 48    |       |
| 19. Juni | Ernst von Wittich                     | Prälat und Generalsuperintendent von Tübingen                                                                              | 86    |       |
| 20. Juni | Aeba Kōson                            | japanischer Schriftsteller und Theaterkritiker der Meiji-Zeit                                                              | 66    |       |
| 20. Juni | Wilhelm Hallwachs                     | deutscher Physiker | 62    |       |
| 20. Juni | Felix Hübel                           | deutscher Unternehmer, Verleger, Schriftsteller, Übersetzer und Sammler                                                    | 47    |       |
| 20. Juni | Vittorio Monti                        | italienischer Violinvirtuose und Komponist                                                                                 | 54    |       |
| 20. Juni | Louis Stern                           | US-amerikanischer Unternehmer und Politiker                                                                                | 75    |       |
| 21. Juni | Jakob Ceconi                          | österreichischer Baumeister und Architekt                                                                                  | 64    |       |
| 21. Juni | Georg von Hülsen-Haeseler             | preußischer Hofbeamter | 63    |       |
| 22. Juni | Newton C. Blanchard                   | US-amerikanischer Politiker                                                                                                | 73    |       |
| 22. Juni | Arthur Drechsler                      | deutscher Politiker (SPD, USPD), MdL                                                                                       | 40    |       |
| 22. Juni | Theodor Khuen                         | österreichischer Bildhauer                                                                                                 | 61    |       |
| 22. Juni | Alfred Koch                           | deutscher Mikrobiologe | 63    |       |
| 22. Juni | Rudolf von Thanner                    | österreichischer Ornithologe und Forschungsreisender                                                                       | 50    |       |
| 22. Juni | Henry Hughes Wilson                   | britischer Feldmarschall und Chef des Imperialen Generalstabs                                                              | 58    |       |
| 23. Juni | Marie Frieda Albiez                   | Schweizer Gründerin einer katholischen Organisation                                                                        | 46    |       |
| 24. Juni | Alexander Stepanowitsch Antonow       | russischer Sozialist, Anführer des Bauernaufstands von Tambow                                                              |       |       |
| 24. Juni | Bernhard Buchbinder                   | österreichischer Schauspieler, Journalist und Schriftsteller                                                               |       |       |
| 24. Juni | Andreas Dirks                         | deutscher Landschafts- und Marinemaler der Düsseldorfer Schule                                                             | 57    |       |
| 24. Juni | Alfred Goldsborough Mayer             | US-amerikanischer Naturforscher, Meereszoologe (Nesseltiere) und Entomologe                                                | 54    |       |
| 24. Juni | Inagaki Chūsei                        | japanischer Maler |       |       |
| 24. Juni | Walther Rathenau                      | deutscher Industrieller, Schriftsteller und liberaler Politiker (DDP)                                                      | 54    |       |
| 24. Juni | William Rockefeller                   | US-amerikanischer Wirtschaftsmagnat                                                                                        | 81    |       |
| 25. Juni | Paul Bailleu                          | deutscher Historiker und Archivar                                                                                          | 69    |       |
| 25. Juni | Teodoro Valfrè di Bonzo               | italienischer Geistlicher, Kardinal der römisch-katholischen Kirche und Erzbischof von Vercelli                            | 68    |       |
| 26. Juni | Albert I.                             | Fürst von Monaco | 73    |       |
| 26. Juni | Carl Johann Spielter                  | deutscher Historien- und Genremaler                                                                                        | 71    |       |
| 26. Juni | Ciro Luis Urriola                     | Staatspräsident von Panama                                                                                                 | 58    |       |
| 26. Juni | Heinrich Weydmann                     | Schweizer Jurist und Politiker                                                                                             | 74    |       |
| 27. Juni | Max Feilchenfeld                      | österreichischer Bankier                                                                                                   | 69    |       |
| 27. Juni | Friedrich von Mentzingen              | deutscher Diplomat | 63    |       |
| 27. Juni | Paul Schreckenbach                    | deutscher Pfarrer und Schriftsteller                                                                                       | 55    |       |
| 27. Juni | Malik Sy                              | muslimischer Gelehrter und Marabout                                                                                        |       |       |
| 28. Juni | Heinrich Albrecht                     | österreichischer Bakteriologe und Pathologe                                                                                | 55    |       |
| 28. Juni | Julius Bouché                         | deutscher Gärtner, Gartengestalter, Gewächshaustechniker und Garteninspektor                                               | 75    |       |
| 28. Juni | Welimir Chlebnikow                    | russischer Dichter des Futurismus                                                                                          | 36    |       |
| 28. Juni | Lucien J. Fenton                      | US-amerikanischer Politiker                                                                                                | 78    |       |
| 28. Juni | Erdmann von Reitzenstein              | preußischer Generalleutnant, Mitglied des Abgeordnetenhauses                                                               | 77    |       |
| 29. Juni | Leitch Keir                           | schottischer Fußballspieler                                                                                                | 61    |       |
| 30. Juni | Horace Edouard Davinet                | französischer Architekt | 83    |       |
| 30. Juni | Georg von Vollmar                     | deutscher Politiker (SPD), MdR, MdL                                                                                        | 72    |       |
|          | Étienne Terrus                        | französischer Maler | 64    |       |